# نيفين هاريسون
نيفين هاريسون (مواليد 2 يونيو 2002) هي متسابقة قوارب كانوي أمريكية،فازت بالميدالية الذهبية في أولمبياد 2020 في سباق 200 متر فردي.